# З'єднання труб

Типи з'єднин.

З'єднання труб — з'єднина, сполу́чення труб.
Види, типи з'єднання труб:
- Рознімні способи з'єднання труб.
- Фланцевий спосіб з'єднання.
- Муфтовий спосіб з'єднання.
- Нероз'ємні засоби з'єднання трубопроводу.
- Зварювання труб.
- Склеювання труб.

Для монтування окремих частин трубопроводу та фітингів використовуються спеціальні з'єднання. Також використовуються для приєднання до трубопроводу необхідної арматури та апаратів.
З'єднання вибираються (рис.) залежно від:
- матеріалів, які використовуються для виготовлення труб та фасонних елементів. Основний критерій вибору — можливість зварювання.
- умов роботи: низький або високий тиск, а також низька або висока температура.
- виробничі вимоги, що пред'являються до трубопровідної системи.
- наявності роз'ємних або нероз'ємних з'єднань у трубопровідній системі.